# الیس آر. دانگن
الیس آر. دانگن (انگلیسی: Ellis R. Dungan; ۱۱ مهٔ ۱۹۰۹ – ۱ دسامبر ۲۰۰۱) کارگردان فیلم سینما تامیل اهل ایالات متحده آمریکا بود.